# اريك سوتون
اريك سوتون (بالإنجليزية: Eric Sutton)‏ هو لاعب كرة قدم أمريكية أمريكي، ولد في 24 أكتوبر 1972 في توررانسي في الولايات المتحدة.

## وصلات خارجية
- اريك سوتون على موقع مرجع كرة القدم المحترفة.كوم (الإنجليزية)